# Human (The Killers)
"Human" és una cançó de la banda estatunidenca de rock alternatiu The Killers. Es tracta del primer senzill del seu tercer àlbum d'estudi, Day & Age, i es va llançar el 22 de setembre de 2008 a les emissores de ràdio. Posteriorment es va publicar com a descàrrega digital i com a disc de 7 polzades.

## Informació
La cançó va ser creada juntament amb el productor Stuart Price mentre treballaven en el seu l'àlbum anterior Sawdust, però al tractar-se d'una compilació, van decidir esperar per incloure-la en el següent nou treball. La cançó va ser remesclada posteriorment pels DJs Armin van Buuren i Ferry Corsten.
A internet es va crear polèmica a causa d'una frase de la tornada de la cançó: "Are we human or are we dancer?" (en català, "Som humans o som titelles?"). Alguns mitjans van ressaltar la lletra com una més de les lletres sense sentit del grup, i fins i tot, Entertainment Weekly va declarar que eren les lletres més estúpides de la setmana. En el web del grup, el líder Brandon Flowers va declarar que aquesta molt irritat per aquesta polèmica, ja que era estúpida, i que per les lletres s'havia inspirat en uns comentaris despectius de l'escriptor i periodista Hunter S. Thompson. Tot i les crítiques a les lletres, la cançó va tenir una rebuda molt positiva pels mitjans i sobretot pel públi, els quals van destacar la cançó com una barreja entre Bruce Springsteen i New Order. A més, els lectors de la revista Rolling Stone la van escollir com a millor cançó del 2008. El senzill va aconseguir els certificats de disc d'or en diversos països com ara els Estats Units i el Regne Unit. I va arribar a ser la canço número 1 a Noruega.
El videoclip, dirigit per Daniel Drysdale, presenta la banda al Goblin Valley State Park de Utah. Cada membre duu un retrat propi, dibuixat per l'artista Paul Normansell, que tapa les seves cares. La portada del senzill és un retrat del guitarrista del grup, Dave Keuning, que va dibuixar Paul Normansell per aquest àlbum juntament amb els retrats dels altres membres.
El 25 de novembre de 2008, la cançó es va incloure com a material descarregable del videojoc Guitar Hero World Tour.

## Llista de cançons
- Descàrrega iTunes

1. "Human" – 4:05

- Senzill

1. "Human" – 5:03
2. "A Crippling Blow" – 3:37

- Promo CD

1. "Human (Radio Edit)" – 4:05
2. "Human (Ferry Corsten Radio Edit)" – 4:27
3. "Human (Armin Van Buuren Radio Edit)" – 3:48
4. "Human (Stuart Price Club Mix)" – 8:03
5. "Human (Morel's Pink Noise Mix) - 8:11
6. "Human (Ferry Corsten Club Mix)" – 6:55
7. "Human (Armin Van Buuren Club Mix)" – 8:12

- Senzill vinil 7" (Picture Disc, #/5000)

1. "Human" – 4:09
2. "A Crippling Blow" – 3:37

- Senzill vinil 7" (White vinyl, cardboard cover. Promo)

1. "Human" – 4:09
2. "A Crippling Blow" – 3:37

- Senzill vinil 12" (Picture Disc)

1. "Human" – 4:09
2. "A Crippling Blow" – 3:37

## Posicions en llista
| Llista                   | Posició |
| ------------------------ | ------- |
| Australian Singles Chart | 28      |